# Divizia Națională 2005-2006
Divizia Națională 2005-2006 a fost cea de-a 15-a ediție a Diviziei Naționale de la fondarea ei. În această ediție numărul de cluburi participante a fost de 8. La finele sezonului nici o echipă nu a retrogradat deoarece Comitetul Executiv al FMF a luat decizia să mărească numărul de echipe (de la 8 la 10) în Divizia Națională.

## Clasament final
| Poz | Club                   | M  | V  | E  | Î  | GM | GP | Pct | Note                               |
| 1   | Sheriff Tiraspol       | 28 | 22 | 5  | 1  | 57 | 11 | 71  | Liga Campionilor 2006-2007 Runda I |
| 2   | Zimbru Chișinău        | 28 | 15 | 8  | 5  | 47 | 20 | 53  | Cupa UEFA 2006-2007 Runda I        |
| 3   | FC Tiraspol            | 28 | 8  | 13 | 7  | 24 | 21 | 37  | Cupa UEFA Intertoto 2006 Runda I   |
| 4   | Tiligul-Tiras Tiraspol | 28 | 7  | 13 | 8  | 22 | 23 | 34  |                                    |
| 5   | Nistru Otaci           | 28 | 6  | 13 | 9  | 24 | 27 | 31  | Cupa UEFA 2006-2007 Runda I        |
| 6   | Dacia Chișinău         | 28 | 7  | 9  | 12 | 28 | 39 | 30  |                                    |
| 7   | Politehnica Chișinău   | 28 | 5  | 10 | 13 | 18 | 37 | 25  |                                    |
| 8   | Dinamo Bender          | 28 | 2  | 9  | 17 | 17 | 59 | 15  |                                    |

## Golgheteri
| # | Jucător         | Club             | Goluri |
| - | --------------- | ---------------- | ------ |
| 1 | Alexei Kuciuk   | Sheriff Tiraspol | 13     |
| 2 | Sergiu Chirilov | Zimbru Chișinău  | 11     |
| 3 | Răzvan Cociș    | Sheriff Tiraspol | 10     |
| 4 | Maxim Franțuz   | Zimbru Chișinău  | 9      |
| 5 | Ghenadie Orbu   | Dacia Chișinău   | 8      |